# Saïda El Mehdi
Saïda El Mehdi (sinh ngày 21 tháng 9 năm 1981) là một vận động viên chạy cự ly trung bình người Ma-rốc, chuyên về cự ly 800 và 1500 mét.
Năm 2004, cô đã giành được huy chương vàng 800 m và huy chương bạc 1500 m tại Giải vô địch châu Phi năm 2004 về điền kinh và cô là 1500 m huy chương đồng tại Đại hội Thể thao Pan Arab 2004. Năm sau, cô đã giành được huy chương trong cả hai sự kiện tại Jeux de la Francophonie năm 2005.
Cô đã bị đình chỉ hai năm sau khi thất bại trong cuộc kiểm tra doping tại Cuộc họp SEAT ở Paris vào tháng 2 năm 2009. Sau khi thử nghiệm dương tính với stanozolol steroid, cô đã bị cấm thi đấu cho đến ngày 29 tháng 4 năm 2011 

## Thành tích
| Năm  | Giải đấu                | Địa điểm           | Thứ hạng | Chú thích |
| ---- | ----------------------- | ------------------ | -------- | --------- |
| 2004 | African Championships   | Brazzaville, Congo | 1st      | 800 m     |
| 2004 | African Championships   | Brazzaville, Congo | 2nd      | 1500 m    |
| 2005 | Jeux de la Francophonie | Niamey, Niger      | 3rd      | 800 m     |
| 2005 | Jeux de la Francophonie | Niamey, Niger      | 2nd      | 1500 m    |
| 2006 | African Championships   | Bambous, Mauritius | 4th      | 1500 m    |

### Thành tích cá nhân tốt nhất
- 800 mét - 2: 01,85 (2006)
- 1500 mét - 4: 08.60 (2004)
- 3000 mét - 9: 04,69 (2006)